# バイスタンダー
バイスタンダー (bystander) とは、英語では「傍観者、居合わせた人、見物人」を指す。この項目では、日本語で救急救命関連の用語として使用する場合の「救急現場に居合わせた人（発見者、同伴者等）」のことを記述する。

## 概要
総務省消防庁が2010年12月に発表した『平成22年版 救急・救助の現況』によると、119通報から救急車の到着まで平均7.9分かかっている。その間に発見者など現場に居合わせたバイスタンダーによる心肺蘇生法等の応急手当の有無が救命率を大きく左右する。
例えば、2009年の救急車出動事例の中で、心原性の心肺機能停止の時点が一般市民により目撃されたもののうち一般市民による心肺蘇生が行われたものは51.3％であり、その1か月後生存率は13.8％、1か月後社会復帰率は9.1％である。一方で心肺蘇生が行われなかった場合の1か月後生存率は9.0％、1か月後社会復帰率は4.9％で、バイスタンダーCPRにより1か月後社会復帰率は1.9 倍の救命率の上昇がみられている。1か月後生存率と1か月後社会復帰率の差は脳死も含めた神経的な後遺症である。
バイスタンダーは、故意または重大な過失がなければ、処置による結果の責任を法的に問われる可能性は低いとする見解を総務省消防庁などが出している。詳細は善きサマリア人の法や一次救命処置の法律問題を参照のこと。